# Klaus Koker
Klaus Koker (* 23. August 1935 in Königs-Wusterhausen; † 1996) war ein deutscher Grafiker.

## Leben und Werk
Koker studierte von 1952 bis 1957 an der Hochschule für Grafik und Buchkunst Leipzig Grafik. Danach war er bis 1965 Lehrbeauftragter für Künstlerische Praxis (insbesondere für Zeichnen) am Institut für Kunstpädagogik der Karl-Marx-Universität Leipzig.
Daneben machte er Buchillustrationen und Buchumschlaggestaltungen für den Dietz-Verlag Berlin und gebrauchsgrafische Arbeiten, so 1959 für das Leipziger Zentralhaus für Volkskunst die Gestaltung des Hefts Fotomontage und Plakat.
Danach arbeitete er gemeinsam mit seiner Ehefrau Eleonora Koker (* 1934) in Leipzig als freischaffender Grafiker. Sie übernahmen die künstlerische Ausgestaltung mehrerer Kindergärten, Kinderkrippen und Kinderkrankenhäuser. Für diese Aufträge fertigten sie u. a. im Flachglaswerk Torgau Glasfenster und Kachelmosaike.
Koker war Mitglied der SED, aus der er, wie auch seine Frau, 1969 wegen „sozialdemokratischer Umtriebe, Dritte-Wegs-Theorie und Fraktionsbildung“ ausgeschlossen wurde. Daraus folgte für mehrere Jahre der Verlust öffentlicher Aufträge und Ausstellungsmöglichkeiten. Dennoch konnten sie in den 1970er Jahren Glasmonotypien in Finnland, Schweden, Norwegen und Frankreich ausstellen. 1987 wurden die von ihnen geschaffenen beliebten „Tierbilder für Kinder“ in der DDR in den Handel gebracht.
Koker war bis 1990 Mitglied des Verbands Bildender Künstler der DDR.
Er starb, als er mit seiner Frau nach Berlin umziehen wollte.

## Werke (Auswahl)

### Druckgrafik
- Sommer (1959, Holzschnitt)
- Winter (1959, Holzschnitt)
- Tatrablumen (um 1962, Holzschnitt, 60 × 38 cm)[1]

### Zeichenkunst
- Am Kummerower See (1965, Aquarell, 42,5 × 59,8 cm; Lindenau-Museum Altenburg/Thür.)
- Gymnastikvorführungen (Federzeichnung)

## Buchillustrationen
- Karl Otto: Und setzet ihr nicht das Leben ein. Drei Dichtungen. Dietz-Verlag, Berlin, 1958

## Ausstellungen (mutmaßlich unvollständig)
- 1959, 1961 und 1965: Leipzig, Bezirkskunstausstellungen
- 1962/1963: Dresden, Fünfte Deutsche Kunstausstellung
- 1977: Altenburg/Thüringen, Lindenau-Museum („Zeichnung im Bezirk Leipzig“)